# Live at Wembley '86
Albums de Queen
Greatest Hits II
(1991) Five Live
(1993)
Live at Wembley '86 est un album live de Queen, sorti en 1992. Il regroupe l'enregistrement du concert de même nom, l'une des dernières performances en public de Freddie Mercury, qui mourra en 1991, avant la sortie de l'album. Le groupe s'est produit à deux reprises devant les 172 000 spectateurs dans le stade de Wembley en Angleterre, les 11 et 12 juillet 1986, lors de la tournée The Magic Tour pour l'album A Kind of Magic. Les quatre membres de Queen (Freddie Mercury, Brian May, Roger Taylor et John Deacon) sont pour l'occasion rejoints sur scène par le musicien Spike Edney, qui officiait en qualité de guitariste et claviériste suppléant.

## Performance
Le concert débute par le morceau One Vision, issu de la bande originale du film Aigle de Fer, et se termine par l'hymne national God Save the Queen, lors duquel Freddie Mercury parade sur scène paré d'une couronne et d'une cape royale. L'interprétation des tubes planétaires du groupe comme Bohemian Rhapsody, We Will Rock You, We Are the Champions ou encore Another One Bites the Dust font culminer le concert à son paroxysme. 
L'interprétation de A Kind of Magic est intéressante car assez différente de la version studio. Juste après A Kind of Magic, les célèbres jeux de vocalisations entre Freddie Mercury et le public sont particulièrement intenses.

## Titres

### Disque 1
1. One Vision
2. Tie Your Mother Down
3. In The Lap of the Gods... Revisited
4. Seven Seas of Rhye
5. Tear It Up
6. A Kind of Magic
7. Under Pressure
8. Another One Bites the Dust
9. Who Wants to Live Forever
10. I Want to Break Free
11. Impromptu
12. Brighton Rock Solo
13. Now I'm Here

### Disque 2
1. Love of My Life
2. Is This the World We Created...?
3. (You're So Square) Baby I Don't Care
4. Hello Mary Lou (Goddbye Heart)
5. Tutti Frutti
6. Gimme Some Lovin'
7. Bohemian Rhapsody
8. Hammer to Fall
9. Crazy Little Thing Called Love
10. Big Spender
11. Radio Ga Ga
12. We Will Rock You
13. Friends Will Be Friends
14. We Are the Champions
15. God Save the Queen

## Musiciens

### Queen
- Freddie Mercury : chant, piano, guitare électrique
- Brian May : guitares électriques, guitare acoustique, guitare à douze cordes, synthétiseur, chœurs, chant
- John Deacon : basse, chœurs
- Roger Taylor : batterie, tambourin, chœurs, chant

### Musicien additionnel
- Spike Edney : claviers, guitare

## Media
En plus du CD du concert, un DVD a également été produit afin de prendre le relais sur la cassette vidéo sortie en 1990. Le montage du DVD est légèrement différent de celui sur la cassette. En effet, les effets au ralenti de la VHS ont disparu et on découvre de nouveaux angles de caméra. De plus, les chansons supprimées lors de l'édition VHS sont présentes sur l'édition DVD, donnant lieu à l'intégralité du concert visible sur un seul et même support. Parmi les bonus, on trouve notamment une vidéo de la destruction des tours du stade de Wembley ainsi que les Queen-cams : séquences où l'on ne voit qu'un seul des 4 artistes pendant toute une chanson, comme One Vision, Under Pressure ou We Are the Champions.
On trouve également une cassette DAT reprenant les titres des 2 CD. La cassette a été produite à 500 exemplaires et vendue par WLST  en 2002 sur catalogue uniquement. Cassette Sony de 125 min